# Schnaps
Lo Schnaps è una versione italianizzata (meno complessa) del Bauernschnapsen, gioco di carte austriaco (variante a quattro giocatori dello Schnapsen).

## Descrizione
Si utilizza il mazzo di carte austriaco (Doppeldeutsche Schnapskarten) di cui si usano solo 20 carte: gli assi (11 punti), i dieci (10 punti), i re (4 punti), i cavalli (ovvero gli Ober, 3 punti) e i fanti (ovvero gli Unter, 2 punti). Si gioca in coppie.
Lo scopo del gioco è di partire da 25 punti (punteggio standard utilizzato nei tornei) e arrivare a zero per vincere una partita; si gioca al meglio delle tre (bisogna vincerne due su tre).
In questo gioco, come nel tressette, bisogna sempre rispondere al seme che comanda, con la differenza che c'è l'obbligo di rialzare (se possibile); inoltre c'è l'obbligo di giocare briscola nel caso in cui non si possa rispondere. - N.B.: se un giocatore prima di voi non ha da rispondere al seme e mette una briscola, allora non c'è più l'obbligo di rialzare (ovverosia si può giocare una carta più bassa della prima); tuttavia, se neppure voi avete da rispondere, siete obbligati a giocare una briscola più alta (se possibile) di quella che il giocatore precedente ha giocato. - Nel caso non si abbia né carte dello stesso seme, né briscole, si può giocare una carta qualsiasi.
Il mazziere, dopo aver mescolato, porge il mazzo al giocatore alla sua destra: se questi alza, il mazziere distribuisce le carte in due giri (nel primo ne dà tre a testa, nel secondo ne dà due); nel caso in cui bussi, il mazziere ne distribuisce direttamente cinque a testa. N.B.: nel secondo caso, il mazziere deve dare al primo giocatore prima tre carte in modo che chiami briscola, e subito dopo due; poi prosegue dandone cinque a tutti gli altri.
La prima cosa che il primo giocatore fa quando riceve le prime tre carte è chiamare briscola: egli, infatti, chiama come briscola il seme che più gli è comodo, o comunque quello da lui desiderato. Successivamente si chiama gioco: cominciando dal primo giocatore e proseguendo in senso orario, ogni giocatore chiama la giocata che vuole fare. Se il giocatore vuole fare una partita normale, dice weiter (= "avanti"; in genere si dice "via"); altrimenti chiama la giocata che vuole fare. Gli altri giocatori (sempre in senso orario) esprimono la propria opinione riguardo alla giocata: se sono d'accordo, dicono weiter, altrimenti possono chiamare un gioco più alto oppure, se avversari, possono raddoppiare i punti messi in palio da gioco chiamato. Dopo che un giocatore ha chiamato un gioco, per giocare bisogna che tutti siano d'accordo, anche se hanno già parlato: infatti, dopo la chiamata più alta, si deve sempre attendere che tutti acconsentano. Se due giocatori vogliono fare lo stesso gioco, lo fa chi lo chiama per primo in senso orario; quindi se un giocatore vorrebbe fare un gioco, ma decide di non farlo perché troppo rischioso, e se quello dopo di lui decide invece di farlo, il primo non può chiamarlo a sua volta perché si deve chiamare un gioco più alto per comandare. N.B.: ciò non vale per il giocatore che ha chiamato briscola, perché egli ha la precedenza sugli altri; può di conseguenza decidere in primis di non chiamare giochi, ma poi di chiamare lo stesso gioco chiamato da un altro (solo nel caso in cui qualcuno abbia chiamato qualche giocata). Nel momento in cui tutti i giocatori acconsentono, non si può cambiare idea e rialzare il proprio gioco.